# Dan osnutka nacije
Dan osnutka nacije je praznik u Japanu.
Slavi se 11. veljače svake godine. Praznik je utemeljen 1872. godine, prvo kao Dan Carstva.
Kad je uspostavljena Revolucija Meiji, šintoizam je trebao pomoći uspostaviti carev autoritet.
Prema japanskoj legendi, prvi car Jimmu Tenno utemeljio je japansku naciju 11. veljače 660. godine prije Krista. Prijestolnica mu je bila grad Yamato.
Tvrdio je da je potomak božice Amaterasu, te je uspio ujediniti Japance u jednu naciju.
Drugi svjetski rat i događaji poslije njega, ukinuli su praznik koji je pod današnjim imenom uspostavljen tek 1966. godine.
Otvoreni nacionalizam se ne ističe. Većina događanja tog dana odnosi se na isticanje zastave i razmišljanja o tome što znači biti građanin Japana.